# Mesura de la conductivitat tèrmica

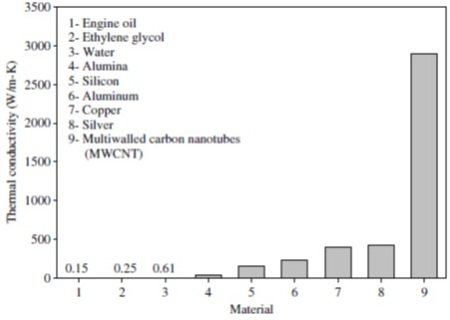
Conductivitat tèrmica de diferents materials-

Hi ha una sèrie de maneres possibles de mesurar la conductivitat tèrmica, cadascuna d'elles adequada per a un rang limitat de materials, depenent de les propietats tèrmiques i de la temperatura mitjana. Existeixen tres classes de mètodes per mesurar la conductivitat tèrmica d'una mostra: mètodes en estat estacionari, en el domini del temps i en el domini de la freqüència.

## Mètodes en estat estacionari
En general, les tècniques en estat estacionari realitzen una mesura quan la temperatura del material mesurat no canvia amb el temps. Això fa que l'anàlisi del senyal sigui senzilla (l'estat estacionari implica senyals constants). El desavantatge és que normalment es necessita una configuració experimental ben dissenyada.
Els mètodes en estat estacionari, en general, funcionen aplicant un flux de calor conegut, {\displaystyle {\dot {Q}}(W/m^{2})}, a una mostra amb una superfície, {\displaystyle A(m^{2})} i el gruix, {\displaystyle x(m)}; un cop s'arriba a la temperatura d'estat estacionari de la mostra, la diferència de temperatura, {\displaystyle \Delta T}, es mesura el gruix de la mostra. Després d'assumir el flux de calor unidimensional i un medi isòtrop, la llei de Fourier s'utilitza per calcular la conductivitat tèrmica mesurada, {\displaystyle k}:
{\displaystyle {\dot {Q}}=-kA{\frac {\Delta T}{x}}}

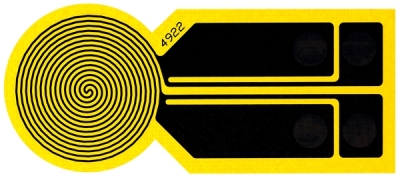
Sensor TPS, model Hot Disk 4922, radi espiral d'uns 15 mm

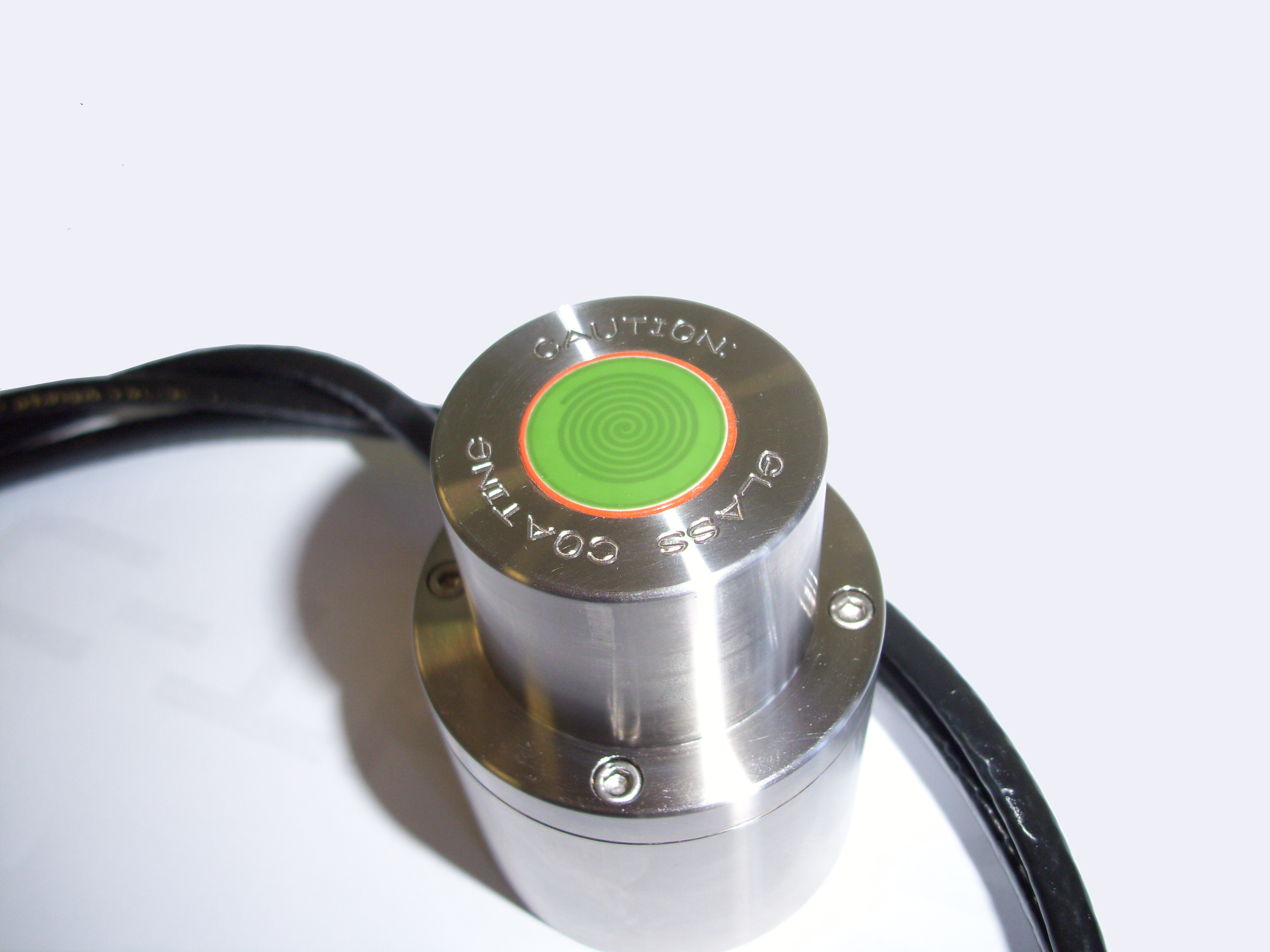
Mesura de la conductivitat tèrmica, tècnica de font de pla transitori modificada

Les principals fonts d'error en les mesures en estat estacionari inclouen les pèrdues de calor radiatives i convectives en la configuració, així com els errors en el gruix de la mostra que es propaga a la conductivitat tèrmica.
En geologia i geofísica, el mètode més comú per a mostres de roques consolidades és la barra dividida. Hi ha diverses modificacions a aquests dispositius en funció de les temperatures i pressions necessàries, així com de la mida de la mostra. Una mostra de conductivitat desconeguda es col·loca entre dues mostres de conductivitat coneguda (normalment plaques de llautó). La configuració sol ser vertical amb la placa de llautó calenta a la part superior, la mostra entremig i la placa de llautó freda a la part inferior. La calor es subministra a la part superior i es mou cap avall per aturar qualsevol convecció dins de la mostra. Les mesures es prenen després que la mostra hagi arribat a l'estat estacionari (amb gradient de calor zero o calor constant sobre tota la mostra), això sol trigar uns 30 minuts i més.

## Mètodes del domini temporal
Les tècniques transitòries realitzen una mesura durant el procés d'escalfament. L'avantatge és que les mesures es poden fer amb relativa rapidesa. Els mètodes transitoris solen dur a terme amb sondes d'agulla.
Els mètodes en estat no estacionari per mesurar la conductivitat tèrmica no requereixen que el senyal obtingui un valor constant. En canvi, el senyal s'estudia en funció del temps. L'avantatge d'aquests mètodes és que, en general, es poden realitzar més ràpidament, ja que no cal esperar una situació d'estat estacionari. El desavantatge és que l'anàlisi matemàtica de les dades és generalment més difícil.